# Stade León
 (avril 2025).
L'Estadio León est un stade de football situé à León au Mexique.
Le stade accueille principalement les matchs du Club León.

## Histoire
Il est inauguré en 1967 et accueillera des matchs de la Coupe du monde de football de 1986.

## Matchs de coupe du monde
| Date         | Match                               | Affluence |
| ------------ | ----------------------------------- | --------- |
| 2 juin 1970  | Bulgarie 2-3 Pérou                  | 13 765    |
| 3 juin 1970  | Allemagne de l'Ouest 2-1 Maroc      | 12 942    |
| 6 juin 1970  | Maroc 0-3 Pérou                     | 13 537    |
| 7 juin 1970  | Allemagne de l'Ouest 2-5 Bulgarie   | 12 710    |
| 10 juin 1970 | Pérou 1-3 Allemagne de l'Ouest      | 17 875    |
| 11 juin 1970 | Maroc 1-1 Bulgarie                  | 12 299    |
| 14 juin 1970 | Allemagne de l'Ouest 3-2 Angleterre | 23 357    |

| Date          | Match                         | Affluence |
| ------------- | ----------------------------- | --------- |
| 1er juin 1986 | France 1-0 Canada             | 34 500    |
| 5 juin 1986   | France 1-1 Union soviétique   | 36 540    |
| 9 juin 1986   | Hongrie 0-3 France            | 31 420    |
| 15 juin 1986  | Belgique 4-3 Union soviétique | 32 227    |